# Benno von Henninges

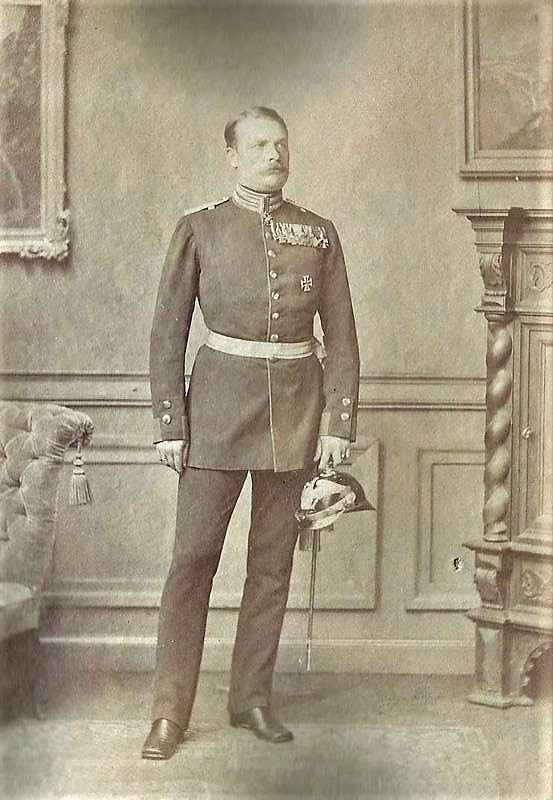
Benno von Henninges im Sommer 1871 als Hauptmann des Königlichen Alexander Garde Grenadier Regiments Nr. 1

Hermann August Benno von Henninges (* 15. August 1836 in Nordsteimke; † 25. August 1899 in Braunschweig) war ein preußischer Generalleutnant.

## Leben

### Herkunft
Benno von Henninges war der Sohn von August von Henninges (1787–1857) und dessen Ehefrau Auguste, geborene von Brandes (1797–1860). Sein Vater, der am 13. April 1804 in Wien in den Reichsadelsstand erhoben wurde, war braunschweigischer Oberstleutnant und Kommandeur des Garde-Husaren-Regiments.

### Militärkarriere
Henninges wurde am 29. April 1854 als Fahnenjunker aus dem Kadettenkorps kommend dem Kaiser Alexander Garde-Grenadier-Regiment Nr. 1 der Preußischen Armee überwiesen. Zur weiteren Ausbildung war er von Oktober 1854 bis Juli 1855 zur Divisionsschule in Potsdam kommandiert und avancierte am 9. Februar 1856 zum Sekondeleutnant. Henninges fungierte von Dezember 1857 bis Oktober 1858 als Adjutant des III. Bataillons im 3. Garde-Landwehr-Regiment in Polnisch Lissa und anschließend in gleicher Funktion im Füsilier-Bataillon seines Stammregiments. Am 14. Februar 1863 steig er zum Premierleutnant auf. Während des Krieges gegen Dänemark war Henninges 1864 als Adjutant zur kombinierten Garde-Division in Schleswig kommandiert und nahm an den Kämpfen bei Düppel, Klein Rheide, Satrup und Fredericia teil. Für sein Verhalten wurde ihm der Rote Adlerorden IV. Klasse mit Schwertern verliehen. Nach Beendigung des Krieges blieb Henninges zur kombinierten Division in Schleswig kommandiert.
Während des Krieges gegen Österreich führte Henninges 1866 die 10. Kompanie seines Regiments in den Schlachten bei Soor und Königgrätz. Seine Leistungen wurden durch die Verleihung des Kronenordens III. Klasse mit Schwertern gewürdigt. Nach dem Friedensschluss folgte mit der Beförderung zum Hauptmann die Ernennung zum Chef der 1. Kompanie. Dieses Kommando hatte Henninges 1870/71 während des Krieges gegen Frankreich inne und zeitweise fungierte er auch als Führer des I. sowie des II. Bataillons. Er nahm an den Kämpfen bei St. Privat, Beaumont, Sedan, Stains sowie Le Bourget teil und wurde mit beiden Klassen des Eisernen Kreuzes ausgezeichnet.
Am 2. Februar 1872 kommandierte man ihn als Adjutant zum Generalkommando des XI. Armee-Korps in Kassel. Unter Belassung in diesem Kommando wurde Henninges Mitte Januar 1874 in das 6. Westfälische Infanterie-Regiment Nr. 55 versetzt und am 30. April 1874 zum Major befördert. Daran schloss sich ab dem 4. Februar 1875 eine Verwendung als Bataillonskommandeur im 1. Badischen Leib-Grenadier-Regiment Nr. 109 an. In dieser Stellung wurde Henninges im September 1881 Oberstleutnant und stieg am 15. November 1883 zum etatsmäßigen Stabsoffizier, also Stellvertreter des Regimentskommandeurs, auf. Unter Stellung à la suite des 3. Garde-Regiments zu Fuß wurde Henninges am 12. Januar 1884 mit der Wahrnehmung der Geschäfte des Inspekteurs der militärischen Strafanstalten beauftragt. Mit seiner Beförderung zum Oberst erfolgte am 14. Juli 1884 seine Ernennung zum Inspekteur. Diesen Posten gab er am 11. Januar 1886 wieder ab und wurde als Kommandeur in das Kaiser Alexander Garde-Grenadier-Regiment Nr. 1 versetzt. Unter Stellung à la suite seines Regiments ernannte man ihn am 19. September 1888 zum Kommandanten von Posen. In dieser Stellung wurde er am 13. November 1888 zum Generalmajor befördert und erhielt am 16. Mai 1891 den Charakter als Generalleutnant. In Genehmigung seines Abschiedsgesuches wurde Henninges am 20. Juli 1892 mit der gesetzlichen Pension zur Disposition gestellt.

### Familie

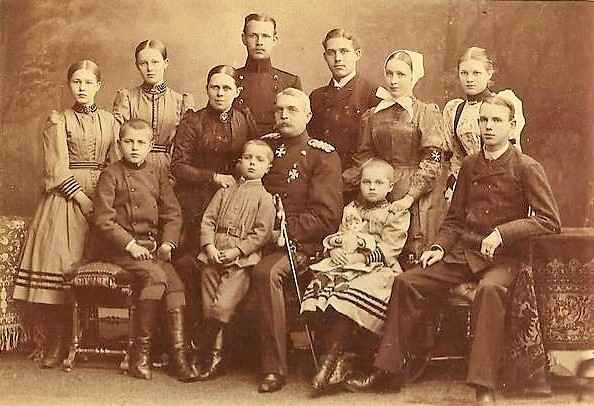
Benno von Henninges im Kreise seiner Familie 1892 in Posen

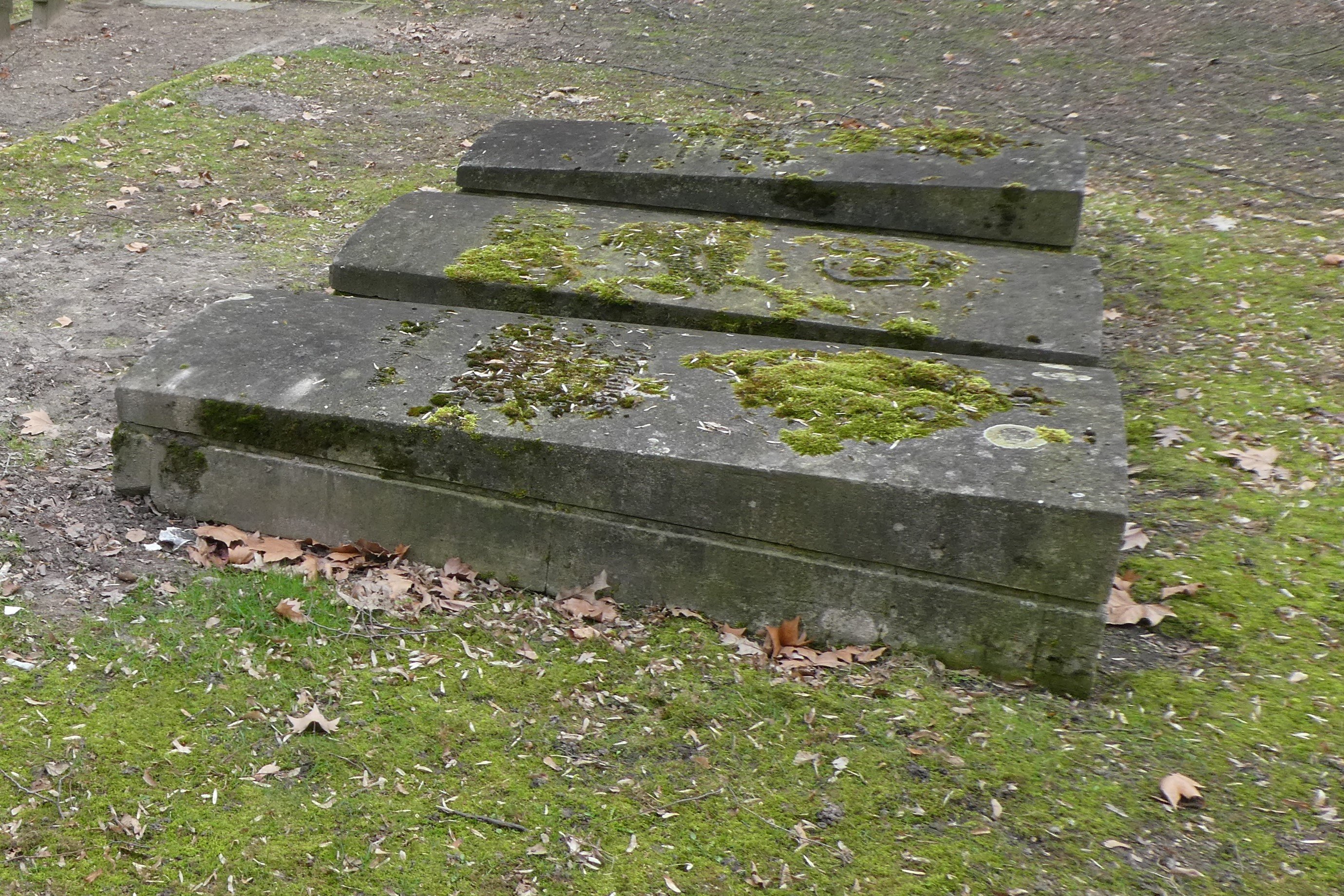
Grabsteine Benno von Henninges; Elsbeth von Henninges, geb. von Bernuth; Segeband von Henninges

Benno von Henninges verheiratete sich am 14. September 1867 in Köln mit Elsbeth von Bernuth (22. Mai 1846 – 15. April 1921). Aus der Ehe gingen elf Kinder hervor:
- Susanne (1869–1953), Schwester im Kaiserin-Augusta-Hospital
- Johanna (1870–1947) ⚭ Hugo Mackensen, Oberamtmann in Braunschweig
- Segeband (1872–1899), preußischer Oberleutnant[2]
- August (1873–1929), preußischer Eisenbahnassistent, Sekondeleutnant a. D. ⚭ Valerie Schor
- Waldemar (1875–1952), preußischer Oberleutnant ⚭ Ilse Cramer von Clausbruch (1882–1952)
- Emilie (1877–1946) ⚭ Bodo von Tresckow († 1863), Herr auf Schmarfendorf, preußischer Rittmeister a. D.[3]
- Dorothea (1878–1880) ⚭ Hugo Mackensen, Oberamtmann in Braunschweig[4]
- Sophia (1879–1964) ⚭ von Tresckow
- Henning (1881–1925), Preußischer Major der Artillerie
- Ruth (1883–1975) ⚭ Karl Freiherr von Bothmer (1880–1947), preußischer Major
- Johann (1884–1931), preußischer Leutnant, Großwildjäger in Engano auf Sumatra[5]